# Baldhead River
Baldhead River är ett vattendrag i Kanada.   Det ligger i provinsen Ontario, i den sydöstra delen av landet, 700 km väster om huvudstaden Ottawa.
I omgivningarna runt Baldhead River växer i huvudsak blandskog. Trakten runt Baldhead River är nära nog obefolkad, med mindre än två invånare per kvadratkilometer.